# 竹丘 (清瀬市)
竹丘（たけおか）は、東京都清瀬市の町域。現行行政地名は竹丘一丁目から竹丘三丁目。郵便番号は204-0023。

## 地理
清瀬市の西部に位置する。
東から時計回りに、清瀬市松山、東久留米市野火止、東久留米市下里、東村山市青葉町、清瀬市梅園、に隣接する。
街区西側は東村山市となる。

## 交通

### 鉄道
| 隣接する街区の駅           | バス移動で利用可能駅                                                                     |
| -------------------------- | ---------------------------------------------------------------------------------------- |
| 西武池袋線 - 清瀬駅(SI 15) | 西武池袋線 - 秋津駅(SI 16) 西武新宿線 - 花小金井駅(SS 18) JR中央線 - 武蔵小金井駅(JC 15) |

### バス
- 西武バス小平営業所

…が周辺の路線を運行している。

### 道路
- 東京都道15号府中清瀬線
- 東京都道226号東村山清瀬線

## 施設

### 竹丘一丁目
- 救世軍清瀬病院
- 清瀬市立第三小学校

### 竹丘二丁目
- 竹丘病院
- 浅間神社（清瀬市竹丘 2-1486）

### 竹丘三丁目
- 日本社会事業大学
- 国立病院機構東京病院